# ليه تارانت
ليه تارانت (بالإنجليزية: Les Tarrant)‏ (26 مايو 1903 – 1979) هو ملاكم من المملكة المتحدة راحل، مثّل بلاده في الألعاب الأولمبية الصيفية 1924.

## روابط خارجية
ليه تارانت على موقع أوليمبيديا (الإنجليزية)